# 唐持
唐持（?—?），字德守，并州晋阳县（今山西省太原市）人，唐朝政治人物。唐次的儿子，唐扶的弟弟。
元和十五年（820年），唐持擢进士第，多次为节度使属官。入朝为侍御史、尚书郎。大和年间，为渭南县尉，主持京兆府进士考试。京兆尹杜悰想要以亲故请托，唐持只是走下台阶伏拜，杜悰语塞。大中末年，自工部郎中出为容州刺史、御史中丞、容管经略招讨使。入为给事中。官至检校左散骑常侍、灵州大都督府长史、朔方节度使、灵武六城转运等使。进位检校户部尚书、潞州大都督府长史、昭义节度使、泽潞邢洺磁观察处置等使，卒。其子唐彦谦。